# Eben Byers
Eben McBurney Byers, född 12 april 1880 i Pittsburgh i USA, död 31 mars 1932 i
Manhattan, var en amerikansk golfspelare och affärsman.
Byers var son till industrimannen  Alexander Byers och gjorde karriär som golfspelare. Han vann United States Amateur Championship år 1906 efter att ha blivit tvåa år 1902 och 1903.

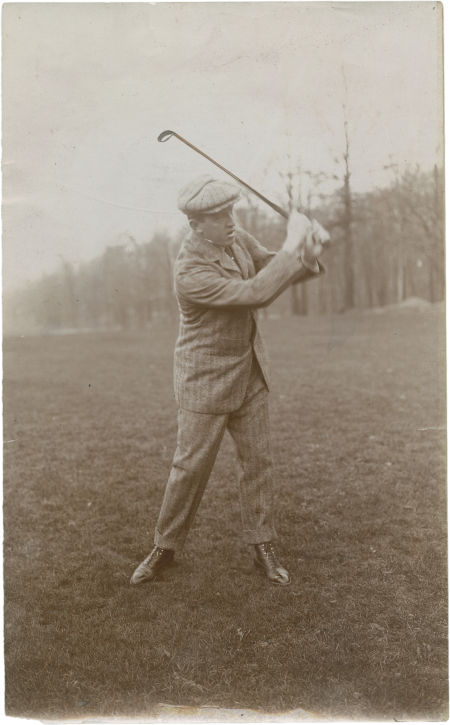
Byers på golfbanan.

Byers blev styrelseordförande i det av fadern grundade stålföretaget Girard Iron Company, senare A. M. Byers Company. Han skadade sig efter ett fall år 1927 och rekommenderades av sin läkare att dricka Radithor, en radiumhaltig mixtur, mot smärtorna. Under två år intog han 1 400 flaskor av preparatet. Byers drabbades av skelettcancer och delar av hans mun och käke fick opereras bort innan han dog. Dödsfallet uppmärksammades på första sidan av The New York Times.
Dödsorsaken angavs felaktigt som strålsjuka och han begravdes i en blyklädd kista i familjemausoleet på Allegheny Cemetery.